# Mystery Land
Mystery Land est un festival néerlandais de musique électronique, organisé aux Pays-Bas. Quelques éditions ont eu lieu au Chili et aux États-Unis. Les genres musicaux diffusés fluctuent entre techno hardcore, hardstyle, techno, electro, house, hip-hop et urban. Mystery Land possède le titre du « plus vieux festival de dance » aux Pays-Bas, et est considéré comme le premier festival du genre lors de sa création en 1993. Il prend actuellement place à Haarlemmermeer, à la Floriade, mais a une édition également au Chili puis aux États-Unis. En 1993 et 1994, Mystery Land dure trois jours et se déroule en février, mars, avril, juin et juillet. 
Actuellement, le festival a lieu aux Pays-Bas le dernier week-end du mois d'août. MysteryLand accueille chaque année de plus en plus de visiteurs. Pas uniquement un festival musical, l’événement combine les musiques avec nourriture, arts, attractions ou boutiques.

## Histoire

### Débuts
Mystery Land est créé en 1993, et se tient pour la première fois au circuit de Midland à Lelystad aux Pays-Bas. Ce premier événement est organisé par Sander Groet, Brian Bout et leur entreprise TNT (The Nations Top). Bien que le festival se déroule très correctement, il s'agit d'un gouffre financier.
Irfan van Ewijk, l'un des fondateurs d'ID&T, rencontre en 1994 Sander Groet dans une imprimerie. TNT avait bien envisagé un site pour la deuxième édition du festival, mais ils n'avaient pas les ressources financières nécessaires pour un événement d'une telle envergure. La deuxième édition est donc coorganisée par ID&T et TNT, mais le bilan financier est à nouveau négatif. Ces deux échecs successifs expliquent l'absence de Mystery Land en 1995, pourtant programmée pour le 3 juin. En 1996, la nouvelle formule de Mystery Land voit le jour. L'événement passe de trois jours à une seule nuit, et prend place sur l'aéroport d'Eindhoven, là où a lieu habituellement le festival heavy metal Dynamo Open Air. Le cœur de la programmation est recentré sur la techno hardcore, plus adaptée au contexte des années gabber d'alors, la programmation étant partagée avec Thunderdome. En 1997, deux éditions ont lieu. D'abord, la « Winter edition », le 22 février au Jaarbeurs Utrecht, puis le 5 juillet pour l'édition en extérieur. Le festival manque de peu de littéralement disparaître dans la boue lors de son organisation à la base de loisirs Recreatieterrein à Bussloo lors de ce qui reste dans les mémoires sous le surnom de The Blubber Edition. Malgré des essais et un reportage enjôleur lors du TMF Hakkeeh la semaine précédente, avec un MC Drokz constatant une « hakkabilité maximale » (en néerlandais : maximaal hakbaarheid), les averses en début de soirée ont presque eu raison de l'organisation. ID&T a dû contacter les agriculteurs de la région, afin de leur demander d'épandre de la paille sur la zone, pour pomper un peu le mélange d'eau et de boue sur lequel évoluaient les danseurs. Le festival est réparti en onze zones, chacune avec son identité musicale. 
Le 4 juillet 1998, Mystery Land atteint pour la troisième fois les 25 000 participants, malgré la diffusion simultanée du match Pays-Bas-Argentine durant la Coupe du monde de football 1998. Le festival change encore de lieu, mais reste sur une base de loisirs toutefois, au Recreatieterrein Lingebos près de Gorinchem, et sa plus grande scène est dédiée à Thunderdome.

### Développement

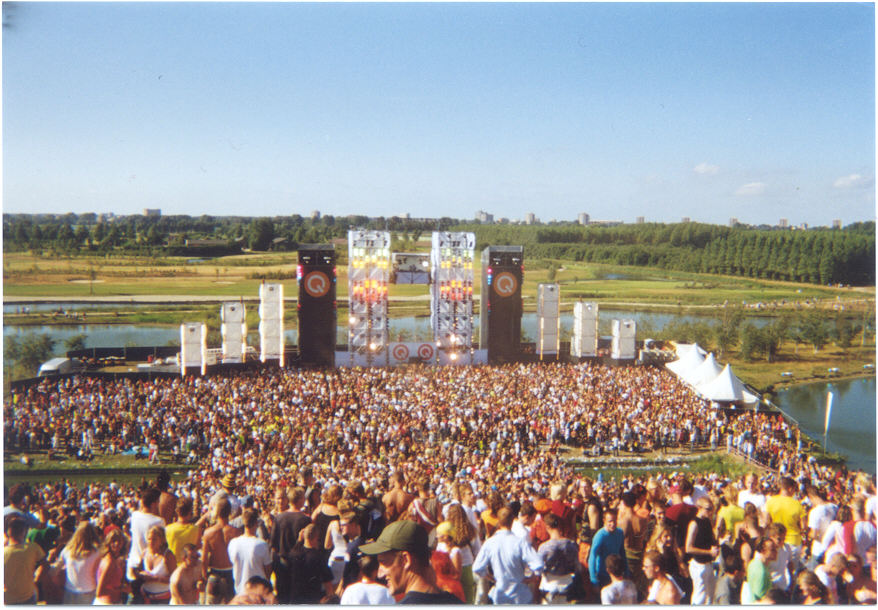
Q-dance à Mystery Land, en 2003.

En 1999 et 2000, Mystery retourne à Bussloo. Entre-temps, la fréquentation a grimpé jusqu'à 35 000 festivaliers. En 2001, la collaboration entre ID&T et Six Flags permet aux possesseurs d'une entrée combinée d'utiliser les attractions du parc Six Flags Holland à Biddinghuizen. En 2002, Mystery Land devient un festival diurne, et se trouve organisé au Ruigoord d'Amsterdam. Le terrain, de dimensions plus restreintes, ne permet d'accueillir que 20 000 personnes. L'agence de booking de Sven Väth, Cocoon, s'arroge une salle et Q-dance dispose pour la deuxième fois d'une scène durant le festival, ce qui sera répété les années suivantes. En 2003, le festival atteint les 40 000 entrées pour un site plus vaste et présentant douze scènes : le terrain de la Floriade 2002 à Vifhuizen, commune d'Haarlemmermeer. 
En 2004 et 2005, la fréquentation explose, avec plus de 100 000 personnes sur le terrain de la Floriade. Tiësto fait une entrée remarquée en hélicoptère, et un grand soin est apporté cette année-là aux décors, en particulier celui de la scène principale. ID&T, alors organisateur également de Tomorrowland, montre là son professionnalisme reconnu dans ce domaine. L'année 2006 marque l'arrivée du hip-hop, avec une représentation du groupe Opgezwolle. Mystery Land innove encore en 2007, en mêlant danse et politique en 2007, sur la scène « Coolpolitics ». Pour les quinze ans d'existence de Mystery Land en 2008, ID&T organise une vraie fête d'anniversaire, avec à l'affiche plus de 150 artistes, performers et collectifs d'art contemporain, troupes de théâtre, le tout pour plus de 60 000 festivaliers. Cette formule est reconduite en 2009, où ce sont encore 60 000 personnes qui peuvent découvrir 21 scènes, puis 90 000 six ans plus tard. Mystery Land s'installe au Chili en 2011, où le festival est reconduit jusqu'en 2014, puis aux États-Unis. En 2015, ce sont des centaines de DJ présents avec toujours une programmation musicale éclectique, ainsi que nombres d'activités en parallèle. Le nombre de spectateurs augmente encore l'année suivante, avec le chiffre de 100 000 annoncé pour les deux jours de l'évènement.

### Continuité
En 2013, la 20e édition se déroule à guichets fermés, avec 60 000 visiteurs, dont Steve Aoki, Fedde le Grand et Steve Angello. Mysteryland USA, la version américaine de Mysteryland, a lieu pour la première fois le week-end du Memorial Day, en mai 2014, au Bethel Woods Center for the Arts, le site du célèbre festival de Woodstock qui s'est tenu en 1969. Parmi les têtes d'affiche figuraient Kaskade, Moby, Steve Aoki, Dillon Francis et Flosstradamus. Mysteryland USA 2017 est annulé.
Le 10 février 2015, les organisateurs annoncent que, pour la première fois depuis des années, Mysteryland sera un festival de week-end. Les festivaliers auront deux jours (samedi et dimanche) pour profiter de Mysteryland pour l'édition 2015. Le vendredi ouvrira à partir de 14 h et ne sera accessible qu'aux 5 000 clients du camping. Les 5 000 billets pour le week-end, camping compris, ont été vendus en moins d'une heure et demie après le début de la vente des billets le 7 mars 2015, indique Mysteryland.
Au cours des années qui suivent, Mysteryland continue de se développer. En 2019, Mysteryland accueille plus de 100 000 visiteurs de plus de 100 nationalités différentes. Plus de 300 artistes se sont produits. En 2020 et 2021, le festival est annulé en raison de la pandémie de Covid-19. À la place, un livestream est effectué en 2020 sous le titre Let's Get High.
Le festival revient en 2022 pour sa 27e édition.
En février 2024, Mysteryland dévoile les participants de sa future édition qui comprend notamment : Bakermat, Ofenbach, Nicky Romero, MEDUZA et R3hab

## Éditions

### Années 1990–2000
| Date | Lieu                             | Date         | Participants | Affluence        | Réfs   |
| ---- | -------------------------------- | ------------ | --- | ---------------- | ------ |
| 1993 | Midland Circuit, Lelystad        | 9–11 juillet | Buzz Fuzz, Dano, Gizmo, The Prophet. |                  |        |
| 1994 | Maasvlakte, Rotterdam            | 24–26 juin   | Paul Elstak, Buzz Fuzz, Dano, Neophyte, The Prophet, Bass-D, Mental Theo, Charly Lownoise, Dione, Michel de Hey, Steff da Campo, Angelo, Marcello, Jerome Pacman, Grooverider.                                                                                         | –                |        |
| 1995 | Annulé                           | Annulé       | Annulé | Annulé           | Annulé |
| 1996 | Vliegveld Eindhoven, Eindhoven   | 22 juin      | Party Animals, 2 Brothers on the 4th Floor, Bass-D and King Matthew, Buzz Fuzz, Dano, Dana, Gizmo, Darkraver, Angelo, Isis, Dmitri, Joost van Bellen. | –                |        |
| 1997 | Recreatieterrein Bussloo         | 4 juillet    | Bass-D and King Matthew, Dano, Gizmo, Rotterdam Terror Corps, DJ Rob & MC Joe, Waxweazle, Dana, The Prophet. | –                | [ 3 ]  |
| 1997 | Jaarbeurs Utrecht                | 7 mars       | DJ The Viper, Dana, Buzz Fuzz, Waxweazle, Pavo, Weirdo. | –                |        |
| 1997 | Jaarbeurs Utrecht                | 22 février   | DJ Jean, Buzz Fuzz, Dione, Weirdo, DJ Rob & MC Joe, Yves, Darkraver, Delirium. | 18 000 visiteurs | ,      |
| 1998 | Recreatieterrein Lingebos        | 4 juillet    | Neophyte, Boris Valeo, Akira, DJ Dana, The Prophet, Pavo, DJ Promo, Gizmo, Darkraver. | –                | [ 4 ]  |
| 1998 | Jaarbeurs Utrecht                | 11 avril     | Darkraver, Dana, Promo, The Prophet, DJ The Viper, Michel de Hey, Steve Rachmad, Remy, Yves. | –                |        |
| 1999 | Recreatieterrein Bussloo         | 3 juillet    | DJ Dana, Leviathan, Tiësto, 3 Steps Ahead (en direct). | –                |        |
| 2000 | Recreatieterrein Bussloo         | 26 août      | Marcello, Monika Kruse, Joost van Bellen, Laidback Luke, Isis, Noize Suppressor, Claudio Lacinhouse, Quazar. | –                |        |
| 2001 | Six Flags Holland, Biddinghuizen | 16 juin      | Junkie XL, Armin van Buuren, Benny Rodrigues, Cosmic Gate, Johan Gielen, DJ Jean, Neophyte, Olav Basoski, Scot Project, Remy, Roog, Yves Deruyter, Marco V, Luna. | –                |        |
| 2002 | Ruigoord, Amsterdam              | 17 août      | Felix da Housecat, Johan Gielen, Mauro Picotto, Marco V, Roog, Mousse T., Tiefschwarz, Tom Novy, Sven Väth, Anne Savage, Eddie Halliwell, Judge Jules, Armin van Buuren, Cosmic Gate, Ferry Corsten, Marcel Woods, Rank 1, Dumonde, Yves Deruyter, Kai Tracid, Marnix. | –                |        |
| 2003 | Floriade, Haarlemmermeer         | 23 août      | Paul van Dyk, Laidback Luke, Sander Kleinenberg, Michel de Hey, Sven Väth, Timo Maas, Tomcraft, Erick Morillo, Richie Hawtin, Roog, Erick E. | –                |        |
| 2004 | Floriade, Haarlemmermeer         | 21 août      | Benny Benassi, Junior Jack, Audio Bullys, Richie Hawtin, Darren Emerson, Paul van Dyk, Tiësto, Tommy Lee, Mylo, Tim Deluxe, Junkie XL, Cor Fijneman, Rank 1. | –                |        |
| 2005 | Floriade, Haarlemmermeer         | 27 août      | Paul Oakenfold, Armand van Helden, Erick Morillo, Benjamin Bates, Steve Angello, Johan Gielen, Marco V, Judge Jules, Cor Fijneman, Mark Norman (en), Felix da Housecat, Sander Kleinenberg, Benny Rodrigues, Roog, David Guetta.                                       | –                |        |
| 2006 | Floriade, Haarlemmermeer         | 26 août      | Roger Sanchez, Felix da Housecat, Sven Väth, Erick E, Fedde le Grand, Dave Clarke, David Guetta, Junkie XL, Roog, Richie Hawtin, Benny Rodrigues, Sander van Doorn, Nic Chagall, Eddie Halliwel, Mark Norman, Marcel Woods, Markus Schulz.                             | –                |        |
| 2007 | Floriade, Haarlemmermeer         | 25 août      | Derrick May, Chris Liebing, Marco V, Dr. Lektroluv, Felix da Housecat, Fedde le Grand, Mason & the Maker, Sander van Doorn, Menno de Jong, Markus Schulz, Armin van Buuren, Steve Angello, Roger Sanchez, Marnix.                                                      | –                |        |
| 2008 | Floriade, Haarlemmermeer         | 23 août      | DJ Rush, Green Velvet, David Guetta, Dr. Lektroluv, Erick E, Isis, Marco V, Laidback Luke, Tocadisco, Tiësto, Nic Chagall, Chris Liebing, British murder boys, Roger Sanchez, Valentino Kanzyani.                                                                      | –                |        |
| 2009 | Floriade, Haarlemmermeer         | 29 août      | Joost van Bellen, Isis, Michel de Hey, Chuckie, Swedish House Mafia (Sebastian Ingrosso, Steve Angelo & Axwell), Felix da Housecat, LELE, Vive la fête, Sander van Doorn, Fedde le Grand, Adam Beyer, Noisecontrollers.                                                | –                |        |

### Années 2010–2020
| 2011      | Picarquín, Mostazal, Chili                   | 16, 17, 18 décembre                          | 2000 and One, Sidney Samson, Mark Knight, Eddie Halliwell, Marco V, Tocadisco, Dimitri Vegas & Like Mike, Headhunterz, Wildstylez, Brennan Heart, Juan & Daniel Sanchez, Tiefschwarz, Dennis Ferrer. |                                              |                                              |
| 2015      | Floriade, Haarlemmermeer                     | 27-28 août                                   | Noisecontrollers, Martin Garrix, Nicky Romero, Steve Angello, DVBBS, Alesso, Ummet Ozcan. |                                              |                                              |
| 2016      | Floriade, Haarlemmermeer                     | 29-30 août                                   | Martin Garrix, scène Spinnin' Records, scène Q-dance, Diplo, Afrojack, Seth Troxler, Green Velvet, Galantis, Tchami, R3hab, Lost Frequencies, Brennan Heart, Da Tweekaz, Coone, Wildstylez, Angerfist. |                                              |                                              |
| 2017      | Floriade, Haarlemmermeer                     | 26-27 août                                   | Mainstage : Armin van Buuren, Yellow Claw, Axwell Λ Ingrosso, W&W, KSHMR, Deadmau5, Oliver Heldens, Showtek. Nouvelle scène Mad Decent avec Dillon Francis, Flosstradamus, etc.. Q-dance : Noisecontrollers, Brennan Heart, Gunz for Hire, Coone, Frequencerz, Wildstylez et retour d'une scène Thunderdome. Présence également de Above and Beyond, Carl Cox ou encore The Prophet. |                                              |                                              |
| 2018      | Floriade, Haarlemmermeer                     | 24-26 août                                   | Hardwell, Dimitri Vegas & Like Mike, Alesso, Axwell Λ Ingrosso, W&W, KSHMR, Paul van Dyk, Cosmic Gate, Sven Väth, Netsky, Tchami, Yellow Claw (presents Barong Family Scene), Headhunterz, Wildstylez, Noisecontrollers, Brennan Heart, Sub Zero Project, Frequencerz, Tha Playah, Dr. Peacock, Mad Dog, Korsakoff. En tout plus de 300 artistes.                                    |                                              |                                              |
| 2020–2021 | Annulé en raison de la pandémie de Covid-19. | Annulé en raison de la pandémie de Covid-19. | Annulé en raison de la pandémie de Covid-19. | Annulé en raison de la pandémie de Covid-19. | Annulé en raison de la pandémie de Covid-19. |
| 2022      | Floriade, Haarlemmermeer                     | 26-28 août                                   | – |                                              |                                              |
| 2023      | Floriade, Haarlemmermeer                     | 25-27 août                                   | – |                                              |                                              |
| 2024      | Floriade, Haarlemmermeer                     |                                              | 999999999, Adam Beyer, Argy, Artbat, Brennan Heart, Charlotte de Witte, DYEN, Fedde le Grand, B2B, Mark Knight, Franky Rizardo, I Hate Models, Ilario Alicante, Joris Voorn, Kölsch, Kris Kross Amsterdam, MEDUZA, Menesix, Nic Fanciulli, Nicky Romero, Oliver Heldens, R3hab, Sander van Doorn, Sefa, Sunnery James & Ryan Marciano, Vini Vici, W&W, WADE, Yellow Claw.            |                                              |                                              |

## Accueil
Dans un article sur l'édition 2022 de Mysteryland, Guettapen.com considère que : « Mysteryland est un festival que l’on sent plus mûr. Probablement du à son histoire, le public qui s’y trouve est plus proche de la trentaine/quarantaine que de l’atteinte de la majorité. » Daily Beat, lui, considère que le festival est un point culminant de la culture du festival, notamment de par sa diversité musicale et son ancrage local. Le festival est également considéré par la presse spécialisée d'« icônique ».